# Nicolau Rossell
Nicolau Rossell (Ciutat de Mallorca o Felanitx, 1314 - 23 de març de 1362). Frare dominicà, inquisidor general i cardenal.

## Vida
Ingressà al convent dominicà de Mallorca el 1326 i poc després anà a Barcelona, on destacà per la seva predicació. El rei Pere III el nomenà capellà reial el 1340. El 1346 fou comissionat, amb el dominicà Pere Sacoma, els béns dels partidaris de Jaume III de Mallorca condemnats a mort per Pere el Cerimoniós. En el capítol provincial de Lleida (1348) fou nomenat lector de teologia i destinat a l'Estudi General de Barcelona, on es llicencià i es feu mestre en teologia (1349). Dirigí la fundació definitiva del convent dels monjos de Montision. El 1350 fou nomenat provincial de l'orde dels Predicadors (dominicans) del Regne d'Aragó i inquisidor general. El substituí com a inquisidor Nicolau Eimeric. Com a provincial dominicà convocà capítols a Balaguer, Calatayud, Xàtiva, Lleida, Tarragona i Pamplona. Va ser director espiritual i marmessor de les filles del rei Jaume II, Maria i Blanca, a petició de lesquals fundà el monestir de monges dominiques de Sant Pere màrtir extramurs a Barcelona, traslladat el 1423 al de Santa Eulàlia del Camp.

## Rossell inquisidor
Com a inquisidor perseguí beguins, begards i fraticels. Perseguí el beguí Fra Jaume Just, del Tercer Orde de Sant Francesc i administrador de l'hospital de Santa Maria (1352-53). Reprovà les doctrines de Berenguer de Montfalcó, monjo de Poblet (1353). Es remarcà en la refutació i condemna del franciscà Francesc Batlle, guardià del convent de Barcelona (1351). També procedí contra el franciscà Arnau Muntaner, que des de Puigcerdà ensenyava que Jesucrist i els apòstols no posseïren béns personals ni comuns.

## Cardenal
El papa Innocenci IV el feu cardenal, a instància e suplicació del rei Pere, amb el títol de Sant Sixt (1356) (tot i que és conegut com a Cardenal d'Aragó), i des d'aleshores residí quasi sempre a Avinyó. El rei Pere, en una carta de 1357, manifestà la seva satisfacció per la gran gràcia e fort assenyalada a nós e a tota nostra nació, car jassia que hi hagués cardenal d'Espanya, tota vegada era Castella, e de nostranació jamés no n'hi havia haüt tro ara.
Es conserven diverses obres manuscrites seves, en llatí, com un comentari sobre Sant Mateu; un registre de llibres de la cambra apostòlica; notes sobre l'orde dominicà o unes actes sobre la seva tasca d'inquisidor. Anselm Turmeda parla d'ell a les Cobles de la divisió del regne de Mallorques.
| «                                                                         | Oh Déu com fui exalçada com pres lo noble capell mestre Nicolau Rossell! Al món per ell som presada. | » |
| — Anselm Turmeda, Cobles de la divisió del Regne de Mallorques (cobla 41) | |   |

A la seva mort fou enterrat en el Convent de Sant Domingo de Ciutat, prop de la porta del cor. El 1836, abans de l'enderrocament del convent les seves restes foren traslladades a la Seu de Mallorca.
Té carrers dedicats a Cas Concos des Cavallers (Felanitx) i al Coll d'en Rabassa. És fill il·lustre de Mallorca.

## Obres
- Romanorum pontificium gesta
- De quadrupli jurisdictione romanae Ecclesiae in regnum utrisque Siciliae
- Commentaria in Matthaeum
- Epistola Clementi VI scripta
- De unitatae ecclesiae et schismate vitando tractatus